# 2ТЭ10Л
2ТЭ10Л (2-секционный ТЭ10 луганской модификации) — советский магистральный грузовой тепловоз мощностью 2×3000 л.с.,  выпускавшийся Ворошиловградским тепловозостроительным заводом с октября 1961 года по 1977 год. Имел дизель-генераторную установку и экипажную часть, как у тепловоза ТЭ10, но в целом по конструкции был на 80 % унифицирован с другим тепловозом — ТЭ3 (а точнее — ТЭ3Л), благодаря чему стало возможно наладить крупносерийный выпуск. Первый крупносерийный представитель семейства ТЭ10, выпуск которого теперь перешёл с Харьковского на Ворошиловградский завод.

## Предыстория
В 1957 году Харьковский завод транспортного машиностроения построил опытный односекционный тепловоз с секционной мощностью 3000 л.с., которому присвоили серию ТЭ10, а в 1960 году был построен уже двухсекционный 2ТЭ10 (изначально — ТЭ12), представляющий собой два постоянно сцепленных ТЭ10. 2ТЭ10 по сравнению с выпускаемым в то время крупносерийно ТЭ3 (по несколько сотен штук в год) будучи всего на пару с лишним метров длиннее (2×18 610 мм против 2×16 696 мм) и на шесть тонн тяжелее (2×129 т против 2×126 т) был в полтора раза мощнее (2×3000 л.с. против 2×2000 л.с.), то есть мог водить более тяжёлые поезда. Тем перспективней была бы замена ТЭ3 на 2ТЭ10.
Но тут проблемой стала сложная конструкция нового тепловоза. Дело в том, что на ТЭ10 был применён кузов несущей конструкции, то есть пол, крыша и стенки представляли собой единую конструкцию, которая воспринимала все нагрузки. А у ТЭ3 кузов был рамной конструкции, то есть всю нагрузку воспринимала рама локомотива, а кузов просто ставился на неё сверху, из-за чего в целом конструкция получалась тяжелее, но проще и дешевле. К тому же переход от рамной конструкции кузова к несущей требовал перестройки производственных цехов, тогда как тепловозов нужно было много и сразу, так как они должны были заменить паровозы, которые в то время (начиная с XX съезда КПСС) массово списывали. Магистральные тепловозы выпускали три завода — Харьковский, Коломенский и Луганский, при этом крупносерийное производство локомотивов мог осуществлять только последний, так как Харьковский также строил и танки, а Коломенский в это время налаживал серийный выпуск пассажирского ТЭП60.

## Первые тепловозы
Чтобы наладить выпуск 2ТЭ10 вместо ТЭ3, Луганский завод в июне 1961 года предложил переработать конструкцию харьковского тепловоза, что было поддержано Украинским Совнархозом, Госпланом УССР, Госкомитетом СМ по автоматизации и машиностроению, а также Министерством путей сообщения СССР.
От харьковского ТЭ10 были использованы дизель-генераторная установка, компрессор и такие же тележки, включая тяговые электродвигатели ЭД-104 (был модернизирован до ЭД-104А). Но зато вся остальная механическая часть, включая кузов, были заимствованы от ТЭ3, а точнее его опытной модификации — ТЭ3Л. Вообще по сути это и был ТЭ3Л, но с дизель-генераторной установкой от ТЭ10. Новый тепловоз, которому присвоили обозначение 2ТЭ10Л, имел даже такие же размеры, как ТЭ3, то есть был короче оригинального ТЭ10, благодаря чему почти не потяжелел относительно последнего.
Первый тепловоз 2ТЭ10Л-001 был построен в октябре 1961 года, а в ноябре того же года прошёл первую обкатку на участке Луганск — Родаково — Сентяновка — Красный Лиман (Донецкая железная дорога). В 1962 году № 001 был передан Министерству путей сообщения; в том же году построили и № 002. В 1963 году была выпущена партия ещё из трёх тепловозов (003—005), при этом № 005 в качестве эксперимента был выпущен с бесчелюстными тележками. 28 февраля 1964 года Государственный Комитет Совета Министров СССР по автоматизации и машиностроению издал приказ № 101, в котором был установлен порядок проведения испытаний этих опытных машин, а также была организована межведомственная комиссия по приёмке тепловоза 2ТЭ10Л. Уже в 1964 году испытания были завершены, после чего Межведомственная комиссия приняла данные тепловозы и рекомендовала их к крупносерийному производству. В том же году Заместитель Председателя Государственного Комитета по автоматизации и машиностроению утвердил акт, по которому тепловозы 2ТЭ10Л были включены в Госплан СССР. Также в 1964 году были построены ещё 12 тепловозов, причём начиная с 2ТЭ10Л-006 была изменена кабина: увеличены размеры лобовых окон (учтён опыт выпущенной в том же году пассажирской модификации — ТЭП10Л) и стал применяться другой контроллер машиниста, унифицированный с контроллером от ТЭ3.

## Серийное производство
Уже в 1965 году Луганский завод (с 1970 года — Ворошиловградский) перешёл на массовый выпуск 2ТЭ10Л, построив сразу 80 тепловозов, а с 1968 года ежегодно выпускал уже свыше трёх сотен этих машин (свыше шести сотен секций). Также с 1964 по 1968 год на заводе было выпущено 218 односекционных пассажирских тепловозов ТЭП10Л, являющихся пассажирской модификацией 2ТЭ10Л.
В процессе выпуска конструкция тепловоз постоянно улучшалась. Так с 1968 года в системе охлаждения были внедрены водомасляные теплообменники, вместо применявшихся до этого воздушно-масляных, причём в 1968 году такие теплообменники имели лишь 372 секции, но уже к 1970 году число последних возросло до 700. С № 1231 вместо тяговых электродвигателей ЭД-107 стали применяться ЭД-107А, которые отличались изменением конструкции механической части, включая якорные подшипники и систему подачи смазки, но при этом двигатели были взаимозаменяемы. Стараясь улучшить условия работы тяговых редукторов, с 1970 года некоторые партии были оборудованы редукторами от ТЭ3 (модуль 10 мм, передаточное отношение 75:17), а у № 1555, 1756 и 1801 на больших зубчатых колёсах были применены резиновые элементы эластичности. № 1314 и 1318 имели увеличенную до 2×136,5 тонн служебную массу, то есть осевая нагрузка у них достигала 23 тонна-сил, при этом тележки имели усиленное рессорное подвешивание.
Производство 2ТЭ10Л осуществлялось вплоть до 1977 года, а всего по заводским данным было построено 7309 секций. По сведениям Департамента локомотивного хозяйства Министерства путей сообщения, последним представителем серии стал 2ТЭ10Л-3663. Вместо 2ТЭ10Л завод начал выпускать 2ТЭ10В, которые представляли собой гибриды 2ТЭ10Л и 2ТЭ116, а до этого с 1975 года строились параллельно с 2ТЭ10Л.

## Конструкция

### Электрооборудование
Передача — электрическая постоянного тока, имеет 1 тяговый генератор и 6 тяговых электродвигателей на каждой секции.
Тяговый генератор типа ГП-311Б — постоянного тока с независимым возбуждением и принудительной вентиляцией. Применяется на тепловозах 2ТЭ10Л с №003, имеет новую схему возбуждения и специальную пусковую обмотку. Щёткодержатели установлены на поворотной траверзе. Длительная мощность генератора — 2000 кВт; номинальное напряжение — 465 В (при токе 4320 А); номинальная частота вращения — 850 об/мин; класс изоляции якоря и дополнительных полюсов — B, класс изоляции якоря — H.
Для возбуждения тягового генератора используется отдельный генератор постоянного тока — возбудитель типа В-600, изготовленный харьковским заводом "Электротяжмаш". Возбудитель и вспомогательный генератор типа ВГТ-275/120 объединены в один двухмашинный агрегат А-706Б. Этот агрегат установлен на раме тепловоза под кабиной машиниста и приводится во вращение от дизеля через карданный вал. От агрегата А-706А тепловозов М62 агрегат А-706Б отличается меньшей мощностью возбудителя и тем, что свободный конец его вала находится со стороны вспомогательного генератора, а не возбудителя. Мощность возбудителя — 15 кВт; напряжение — 150 В; ток — 100 А. Номинальная частота вращения якорей возбудителя и вспомогательного генератора — 1800 об/мин, масса двухмашинного агрегата — 660 кг.
На тепловозах 2ТЭ10Л (с №003) применена новая схема возбуждения главного генератора — каскадная. В данной схеме магнитный усилитель (амплистат) типа АВ-3А включён не в цепь обмотки возбуждения тягового генератора, а в цепь основной обмотки возбуждения возбудителя В-600. Данная обмотка получает питание от синхронного генератора переменного тока —  подвозбудителя через амплистат. Вторая обмотка возбуждения возбудителя В-600 является размагничивающей и питается постоянным током от вспомогательного генератора. Такая схема позволила уменьшить вес и размеры амплистата, выпрямителей, трансформаторов.
В состав электрической передачи тепловоза также входят: синхронный генератор однофазного переменного тока — подвозбудитель типа ГС-500, используемый для питания основной обмотки возбуждения возбудителя, и тахогенератор типа ТГ-83/35. Эти две машины также объединены в один двухмашинный агрегат А-705А, приводимый во вращение от дизеля. Мощность подвозбудителя — 1,1 кВт; напряжение — 110 В; ток — 10 А; частота тока — 133 Гц (при частоте вращения якоря 4000 об/мин). Мощность тахогенератора — 0,12 кВт. Двухмашинный агрегат А-705А отличался от агрегата А705 тепловозов 2ТЭ10 №018 и №019 и ТЭП10 с №115 направлением вращения. Позднее агрегат А-705А устанавливали на тепловозы М62. С 1971 года на 2ТЭ10Л и М62 вместо подвозбудителя типа ГС-500 стали устанавливать подвозбудители типа ВС-652 с аналогичными параметрами.
Низковольтные цепи тепловоза питаются постоянным током напряжением 75 В от вспомогательного генератора. Вспомогательный генератор типа ВГТ-275/120 вместе с возбудителем объединён в один двухмашинный агрегат А-706Б, приводимый во вращение от дизеля. Мощность вспомогательного генератора — 12 кВт; напряжение — 75 В; ток — 160 А. Автоматическое поддержание напряжения 75 В на генераторе осуществляется регулятором напряжения типа ТРН. При остановленном дизеле или неисправном вспомогательном генераторе низковольтные цепи питаются от щелочной аккумуляторной батареи типа 46ТПЖН-550. Эта же батарея используется для запуска дизеля. Ёмкость батареи — 550 Ач, номинальное напряжение — 64 В, число аккумуляторов — 46.

## Эксплуатация
Тепловозы 2ТЭ10Л №001 и №002 проходили опытную эксплуатацию на Южной железной дороге. В августе 1967 года они прошли модернизацию на Луганском тепловозостроительном заводе, после чего работали в депо Гребенка. В 1987 году эти тепловозы были исключены из инвентаря. Последующие тепловозы 2ТЭ10Л, выпущенные в 1963-1967 годах, также поступали на Южную железную дорогу (депо Основа), и на Большое кольцо Московской железной дороги (сначала депо Подмосковная, а затем Поварово-3). В дальнейшем тепловозы этой серии направлялись на многие железные дороги, где успешно заменили менее мощные тепловозы серии ТЭ3.
Тепловозы 2ТЭ10Л получили широкое распространение на железных дорогах СССР. На 1 января 1976 года на железных дорогах СССР находилось 6323 секции этих тепловозов, из них на Горьковской дороге — 833, Северной — 854, Одесско-Кишинёвской — 310, Южной — 296, Донецкой — 211, Куйбышевской — 283, Приволжской — 190, Казахской — 1485, Среднеазиатской — 1029, Южно-Уральской — 452, Забайкальской — 194 и Дальневосточной — 186.
Однако к 1980-м годам 2ТЭ10Л начали заменять более совершенными тепловозами 2ТЭ10В. Значительное списание 2ТЭ10Л произошло в 1990-х годах. Сегодня около 10 единиц 2ТЭ10Л эксплуатируются на Молдавской железной дороге, ещё некоторое количество в Таджикистане, а также несколько единиц на промышленных предприятиях в России и в качестве рельсосмазывателей в Казахстане.
- Тепловоз 2ТЭ10Л-3246 железных дорог Молдавии отправляется с грузовым поездом.

## Культурные аспекты
В фильме «Поезд вне расписания» предпринимается попытка догнать неуправляемый поезд секцией «Б» тепловоза 2ТЭ10Л-2077, но на переезде последний врезается в автомобильный прицеп (на самом деле в сцене со столкновением тепловоз меняется на М62).